# ハワード郡 (アーカンソー州)
ハワード郡 (Howard County) はアメリカ合衆国アーカンソー州に位置する郡である。2000年現在、ここの人口は14,300人である。ここの郡庁所在地はナッシュビルである。ハワード郡は1873年4月17日に設立され州議会上院議員「ジェームズ・ハワード」の名を取って命名された。

## 地理
アメリカ合衆国統計局によると、この郡は総面積1,542 km2 (595 mi2) である。このうち1,521 km2 (587 mi2) が陸地で20 km2 (8 mi2) が水地域である。総面積の1.31%が水地域となっている。

### 隣接する郡
- ポーク郡  (北)
- パイク郡  (東)
- ヘンプステッド郡  (南東)
- リトルリバー郡  (南西)
- セビア郡  (西)

## 人口動静
2000年現在の国勢調査で、この郡は人口14,300人、5,471世帯、及び3,922家族が暮らしている。人口密度は9/km2 (24/mi2) である。4/km2 (11/mi2) の平均的な密度に6,297軒の住居が建っている。この郡の人種的構成は白人73.60%、アフリカン・アメリカン21.86%、先住民0.41%、アジア0.50%、太平洋諸島系0.01%、その他の人種2.76%、及び混血0.86%である。人口の5.08%がヒスパニックまたはラテン系である。
この郡内の住民は26.90%が18歳未満の未成年、18歳以上24歳以下が8.60%、25歳以上44歳以下が27.80%、45歳以上64歳以下が21.60%、及び65歳以上が15.10%にわたっている。中央値年齢は36歳である。女性100人ごとに対して男性は95.10人である。18歳以上の女性100人ごとに対して男性は91.20人である。
この郡の世帯ごとの平均的な収入は28,699米ドルであり、家族ごとの平均的な収入は34,510米ドルである。男性は28,086米ドルに対して女性は17,266米ドルの平均的な収入がある。この郡の一人当たりの収入 (per capita income) は15,586米ドルである。人口の15.50%及び家族の11.90%は貧困線以下である。全人口のうち18歳未満の20.10%及び65歳以上の17.00%は貧困線以下の生活を送っている。

## 都市及び町
- Dierks
- Mineral Springs
- ナッシュビル
- Tollette